# Suez (film 1938)
Suez  è un film del 1938 diretto da Allan Dwan che aveva come interpreti principali Tyrone Power, Loretta Young e Annabella. Di impianto drammatico, ricostruisce in maniera romanzata il progetto della costruzione del canale di Suez nel periodo che va dal 1859 al 1869. La sceneggiatura alterava talmente la storia reale che aveva avuto come protagonista il diplomatico francese Ferdinand de Lesseps, che i suoi discendenti fecero causa per diffamazione mentre anche il marchese de Casa Fuerte, pronipote dell'imperatrice Eugenia, cercò di fermare senza successo la produzione del film.
Il film ottenne tre candidature agli Oscar 1939: il direttore della fotografia J. Peverell Marley fu candidato per la miglior fotografia; Louis Silvers fu candidato per la miglior colonna sonora; Edmund H. Hansen e il 20th Century-Fox Studio Sound Department, per il miglior sonoro.

## Trama
Parigi, 1850. Durante una partita di tennis a Parigi tra Ferdinand de Lesseps e il suo amico visconte René de Latour, l'entusiasta ammirazione della contessa Eugenie de Montijo per de Lesseps attira l'attenzione di Louis-Napoléon Bonaparte. Bonaparte fa in modo che sia lei che de Lesseps siano invitati al suo ricevimento. Alla festa, un indovino predice che Eugenia avrà una vita travagliata, ma indosserà anche una corona e che de Lesseps scaverà un fossato. Affascinato dalla bellezza di Eugenia, Bonaparte fa in modo che il suo romantico rivale venga assegnato a un incarico diplomatico in Egitto, unendosi a suo padre, il conte Mathieu de Lesseps, il console generale. De Lesseps chiede impulsivamente a Eugenie di sposarlo immediatamente, ma lei rifiuta. In Egitto, de Lesseps fa amicizia con due persone che avranno una grande influenza sulla sua vita: Toni Pellerin, una ragazza un po' mascolina cresciuta da suo nonno, il sergente francese Pellerin; e il principe Said, l'indolente erede di suo padre, Mohammed Ali, il viceré d'Egitto. Toni chiarisce che si è innamorata di lui, ma de Lesseps si strugge ancora per Eugenie. Il conte di Lesseps parte per la Francia, lasciando il figlio a prendere il suo posto. Un giorno, dopo un breve temporale nel deserto, de Lesseps vede l'acqua defluire nel mare e gli viene l'idea del Canale di Suez. Parte per Parigi per raccogliere i fondi necessari; Anche Toni va d'accordo. Presenta la sua proposta a Bonaparte, ma viene respinta. È anche scoraggiato nell'apprendere che Eugenia è ormai molto vicina a Bonaparte. La Francia è sull'orlo della guerra civile tra Bonaparte e l'Assemblea francese, guidata dal conte de Lesseps e altri. Eugenia convince Ferdinand de Lesseps a trasmettere la proposta di Bonaparte di sciogliere l'Assemblea, promettendo a Bonaparte di riunirla nuovamente una volta che i disordini civili saranno stati disinnescati. Nonostante i loro dubbi, i membri dell'Assemblea accettano, solo per essere traditi e arrestati. Bonaparte sale al trono del rinato impero francese, proprio come aveva temuto il conte de Lesseps. La notizia fa sì che il conte subisca un ictus mortale. Ferdinand de Lesseps è indignato, ma Toni lo convince a non fare nulla. In cambio dell'aiuto di de Lesseps, Bonaparte (ora imperatore Napoleone III), ritira le sue obiezioni al canale e la costruzione inizia sotto la direzione di de Lesseps. La costruzione del canale procede nonostante il sabotaggio turco. Tuttavia, Napoleone ritira inaspettatamente il suo sostegno per necessità politica; ha bisogno di compiacere la Gran Bretagna, e il primo ministro britannico è fermamente contrario al progetto. Il principe Said va in bancarotta per mandare avanti l'impresa, ma non basta. De Lesseps si reca in Inghilterra per perorare la sua causa. Il primo ministro resta impassibile, ma il leader dell'opposizione, Benjamin Disraeli, è entusiasta del progetto. Disraeli gli dice di tornare in Egitto e pregare che Disraeli vinca le prossime elezioni generali. Lo fa e il finanziamento è assicurato.Mentre il canale è prossimo al completamento, un'enorme tempesta di sabbia minaccia tutto. Quando de Lesseps perde i sensi a causa di detriti volanti, Toni lo salva legandolo a un palo di legno, ma viene lei stessa travolta e uccisa. De Lesseps termina il canale e viene onorato da Eugenia, divenuta imperatrice di Francia dopo il suo matrimonio con Napoleone III.

## Produzione
Un articolo di giornale del settembre 1937 riportava che Tyrone Power avrebbe dovuto recitare in questo film al fianco di Simone Simon. Darryl F. Zanuck riferì all'inizio di giugno che Simon sarebbe stata la protagonista femminile. Nel marzo 1938, Zanuck rivelò di aver stabilito un budget di $ 2.000.000. Loretta Young e Annabella furono scelte nello stesso mese, escludendo così la Simon. Il 23 aprile 1939, sei mesi dopo la prima di Suez , Tyrone Power, 24 anni, e Annabella, 31 anni, si sposarono, e l'unione durò fino al 1948.

## Distribuzione
Il film venne presentato in prima a New York il 14 ottobre 1938, uscendo nelle sale cinematografiche statunitensi il 28 ottobre, distribuito dalla Twentieth Century Fox. Fu poi distribuito in Italia nel settembre 1946.